# 4355 Memphis
För andra betydelser, se Memphis.
4355 Memphis eller 3524 P-L är en asteroid i huvudbältet som upptäcktes den 17 oktober 1960 av den nederländsk-amerikanske astronomen Tom Gehrels och det nederländska astronomparet Ingrid van Houten-Groeneveld och Cornelis Johannes van Houten vid Palomarobservatoriet. Den är uppkallad efter det forntida Egyptens huvudstadstad Memfis.
Den tillhör asteroidgruppen Maria.